# 卡尔邦布朗
卡尔邦布朗（法語：Carbon-Blanc，法語發音：[kaʁbɔ̃ blɑ̃]）是法国吉伦特省的一个市镇，位于该省中部，吉伦特河右岸，属于波尔多区，也是波尔多都市圈的一部分。

## 地理
卡尔邦布朗（44°53'41"N, 0°30'23"W）面积3.86 平方千米，位于法国新阿基坦大区吉倫特省，该省份为法国西南部沿海省份，是法國本土面积最大的省，北起滨海夏朗德省，西临大西洋，南至朗德省，东南接洛特-加龍省，东临多爾多涅省。
与卡尔邦布朗接壤的市镇（或旧市镇、城区）包括：昂巴雷斯和拉格拉沃、巴桑斯、洛尔蒙、圣厄拉利。

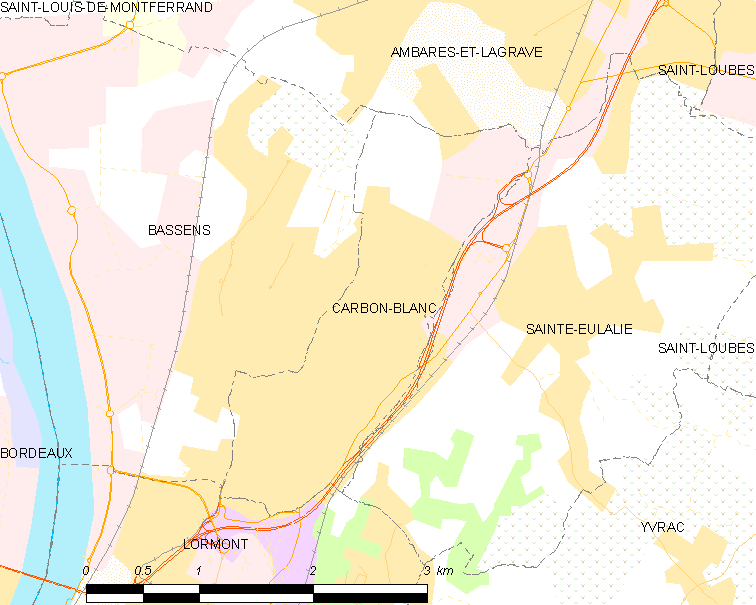
卡尔邦布朗的OSM定位图

卡尔邦布朗的时区为UTC+01:00、UTC+02:00（夏令时）。

## 行政
卡尔邦布朗的邮政编码为33560，INSEE市镇编码为33096。

## 政治
卡尔邦布朗所属的省级选区为半岛县。

## 人口

1962-2008年间卡尔邦布朗人口变化图示

卡尔邦布朗于2022年1月1日时的人口数量为8342人。

## 交通
圣厄拉利-卡尔邦布朗站经停前往波尔多的区域列车。